# Wilson Armas
Wilson Antonio Armas (Ibarra, 2 april 1958) is een voormalig Ecuadoraans profvoetballer, die speelde als verdediger gedurende zijn loopbaan. Hij stapte later het trainersvak in.

## Clubcarrière
Armas kwam uit voor Sociedad Deportiva Aucas, LDU Quito, Club Deportivo El Nacional en Barcelona SC, Club Deportivo Universidad Católica del Ecuador en sloot zijn loopbaan af bij Club Deportivo Cuenca. Hij won vier landstitels in totaal.

## Interlandcarrière
Armas speelde in totaal veertien interlands voor Ecuador in de periode 1983-1985. Onder leiding van bondscoach Ernesto Guerra maakte hij zijn debuut op 26 juli 1983 in de vriendschappelijke thuiswedstrijd tegen Colombia (0-0), net als Hamilton Cuvi, Hans Maldonado, Gabriel Cantos, Orlando Narváez en Tulio Quinteros.

## Erelijst
Club Deportivo El Nacional
- Campeonato Ecuatoriano

1982, 1983, 1984, 1986
 Club Deportivo Cuenca
- Serie B

1995